# Christopher Rich
Pour les articles homonymes, voir Rich.
Christopher Rich (né le 16 septembre 1953 à Dallas, Texas, États-Unis) est un acteur, réalisateur et producteur américain.

## Filmographie

### Comme acteur

#### Cinéma
- 1983 : The First Time : Stud with Sports Car
- 1989 : Prisoners of Inertia : Dave
- 1991 : Le Vol de l'Intruder (Flight of the Intruder) : Morgan 'Morg' McPherson
- 1993 : Le Club de la chance (The Joy Luck Club) : Rich
- 1997 : Critics and Other Freaks : Sandy
- 2003 : Seventh Veil

#### Télévision
- 1964 : Another World (série télévisée) : Alexander 'Sandy' Cory #1 (1981-1985)
- 1985 : The Recovery Room (TV) : Dr. Russell Sears
- 1987 : Sweet Surrender (série télévisée) : Vaughn Parker
- 1990 : Archie: To Riverdale and Back Again (TV) : Archie Andrews
- 1990 : In the Line of Duty: A Cop for the Killing (TV) : IA Officer #3
- 1991 : Meurtre entre chiens et loup (In the Line of Duty: Manhunt in the Dakotas) (TV) : Faul
- 1991 : The Gambler Returns: The Luck of the Draw (TV) : Lute Cantrell
- 1994 : The George Carlin Show (série télévisée) : Dr. Neil Beck
- 1994 : The Nanny (série télévisée) : Kurt (S02 E19)
- 2000 : Going Home (TV) : Jack
- 2009-2010 : Desperate Housewives (TV) : Bruce

### Comme producteur
- 1991 : Meurtre entre chiens et loup (In the Line of Duty: Manhunt in the Dakotas) (TV)